# Maksim Iglinski

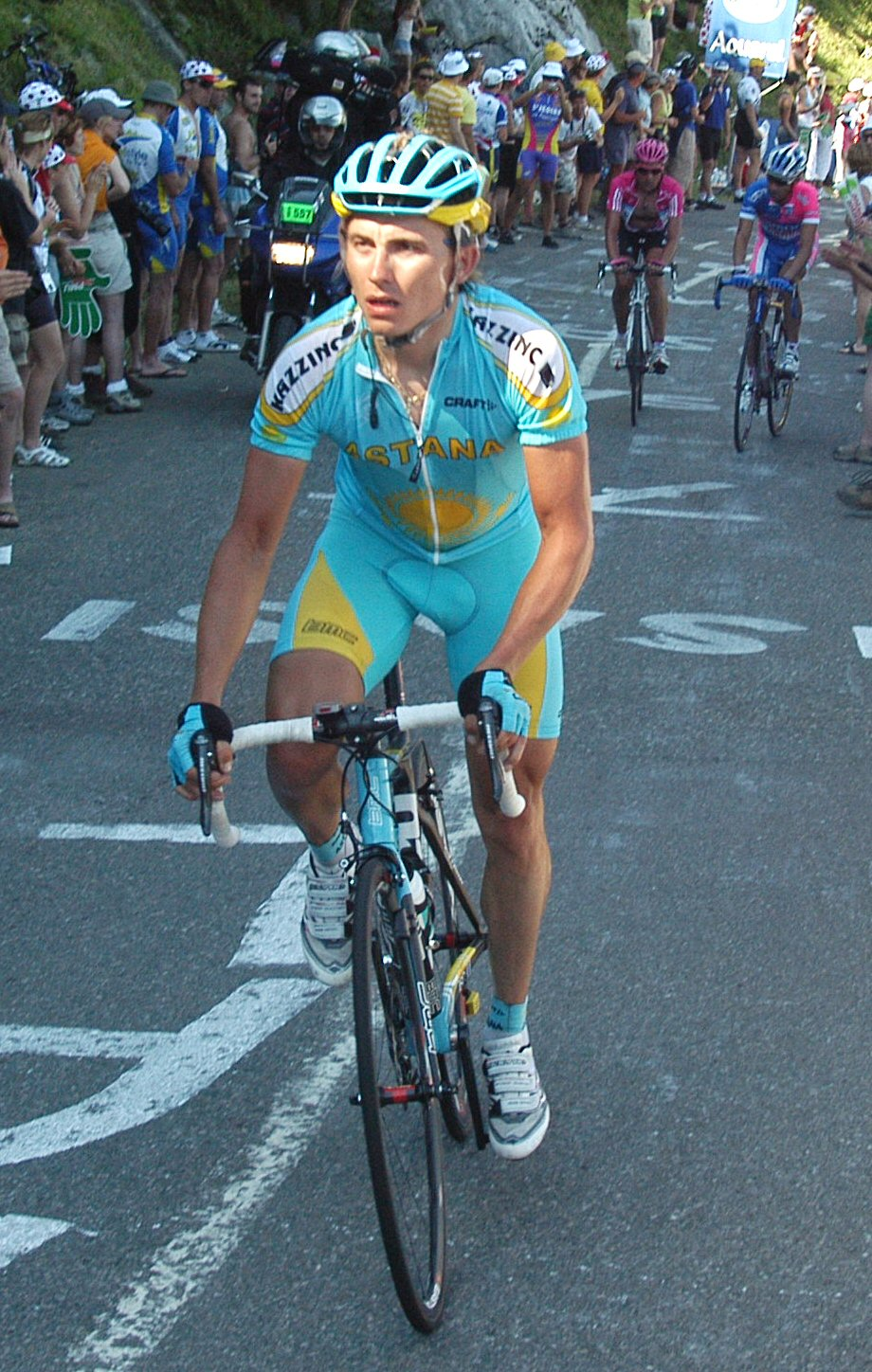
Maksim Iglinskiy al Tour de França de 2007

Maksim Iglinski (en rus Максим Иглинский) (Astanà, 18 d'abril de 1981) és un ciclista kazakh, professional des del 2004. El seu germà Valentín també és ciclista professional.
En el seu palmarès destaquen dos campionats nacionals, un en ruta i un en contrarellotge individual, la Monte Paschi Strade Bianche del 2010, etapes de la Volta a Alemanya, Critèrium del Dauphiné Libéré i Tour de Romandia, i sobretot la Lieja-Bastogne-Lieja del 2012.
A finals del 2014 va ser suspès per l'UCI després d'un positiu per EPO.

## Palmarès
- 2002
  - 1r a la Vuelta a la Independencia Nacional i vencedor d'una etapa
  - Vencedor d'una etapa de la Volta a la Xina
- 2003
  - Vencedor d'una etapa de la Volta a Bulgària
  - Vencedor d'una etapa de la Vuelta a la Independencia Nacional
- 2004
  - Vencedor d'una etapa de la Volta a Grècia
  - Vencedor d'una etapa del Premi Slantchev Brjagi
- 2005
  - 1r al Gran Premi de la vila de Camaiore
  - Vencedor d'una etapa de la Volta a Alemanya
- 2006
  -  Campió del Kazakhstan en contrarellotge
- 2007
  -  Campió del Kazakhstan en ruta
  - Vencedor d'una etapa del Critèrium del Dauphiné Libéré
- 2008
  - Vencedor d'una etapa del Tour de Romandia
  - Vencedor de la classificació de la muntanya de la Volta a Suïssa
- 2010
  - 1r a la Monte Paschi Strade Bianche
- 2012
  - 1r a la Lieja-Bastogne-Lieja
- 2013
  - 1r al Tour d'Almati
  - Vencedor d'una etapa de la Volta a Bèlgica

### Resultats al Tour de França
- 2005. 37è de la classificació general
- 2006. Abandona (16a etapa)
- 2007. Expulsió de l'equip Astana Qazaqstan Team (16a etapa)
- 2010. 131è de la classificació general
- 2011. 105è de la classificació general
- 2014. 129è de la classificació general

### Resultats al Giro d'Itàlia
- 2008. 55è de la classificació general

### Resultats a la Volta a Espanya
- 2009. No surt (18a etapa)